# 上會
上會，是以當年互助會的意思而衍生的貸款過程之俗稱，來自曾經香港當年上世紀五、六十年代十分流行的月供月餅方式，稱為月餅會。
在香港泛指車輛貸款及樓宇物業按揭貸款。而上會就直接表達成為物業按揭貸款中的會員。其中常用於置業人士，意思是買家變成業主的貸款過程。
而在沒有其他住宅物業的身份下，首次買家變成業主的貸款過程，稱為「上車」。
「上車」一字更有字面義，上了車就會有下車的一刻，可以理解為暫時過渡的意思。而首次置業人士則被稱為「上車客」。針對「上車客」的中小型單位則被稱為「上車盤」，這些單位一般總樓價較低，作為首次置業的選擇。「上車」亦衍生「落車」，卽指賣所持物業。
現今為汽車及樓宇物業上會方法多數為抵押資產貸款，多數視乎抵押品，借貸人的收入及信貸紀錄而定，借出款項的一方會是銀行或其他私人金融財務機構。

## 外部連結
- 教育部重編國語辭典修訂本 （页面存档备份，存于）
- 關於上會 （页面存档备份，存于）